# Joe Morrell
Joseff John Morrell (Ipswich, Inglaterra, 3 de enero de 1997) es un futbolista galés que actualmente se encuentra sin equipo y es agente libre.

## Trayectoria
Morrell comenzó su carrera en el Bristol City y firmó un contrato profesional con el club en diciembre de 2012 tras rechazar una oferta del Liverpool. Debutó el 8 de octubre de 2013 en la derrota del Trofeo de la Liga de Fútbol por 2-1 ante el Wycombe Wanderers.
En agosto de 2016 se anunció que Morrell se incorporaría al Sutton United, club de la National League, inicialmente en calidad de cedido por un mes. Hizo su primera aparición con los U's como suplente entrando en el minuto 61 en la victoria por 3-1 sobre el Lincoln City en Sincil Bank el 13 de agosto de 2016, la primera victoria del Sutton en la quinta categoría del fútbol inglés en 16 años. Un periodista describió a Morrell como alguien que "ha tenido un gran debut competitivo en general". Hizo dos apariciones más como suplente en las victorias en casa contra el Torquay United y el Macclesfield Town antes de regresar a su club de origen a principios de septiembre de 2016.
El 24 de febrero de 2017, Morrell se incorporó al Margate en calidad de cedido durante un mes. Debutó como suplente en el minuto 58 durante la derrota en casa por 2-0 ante Whitehawk.

### Cheltenham Town (préstamo)
El 30 de agosto de 2017, Morrell fichó por el Cheltenham Town en calidad de cedido hasta enero de 2018. Su primer gol con el club se produjo en la victoria por 3-0 contra el Mansfield Town y marcó tres veces en total con el club.

### Lincoln City (préstamo)
El 27 de junio de 2019, Morrell fichó por el Lincoln City en calidad de cedido por una temporada hasta mayo de 2020. Marcó su primer gol en una dominante victoria por 5-1 contra el Bolton Wanderers el 14 de enero de 2020, aunque más tarde se dio como un gol en propia puerta de Josh Emmanuel.
El 7 de marzo de 2020, Morrell jugó su último partido con los Imps contra el Burton Albion, debido a la cancelación anticipada de la temporada por el COVID-19.
En junio de 2020, Morrell fue nombrado jugador de la temporada del Lincoln City.

### Regreso al Bristol City
En noviembre de 2019 firmó un nuevo contrato con el Bristol City.

### Luton Town
El 15 de octubre de 2020, Morrell se incorporó al Luton Town por una cantidad no revelada.

### Portsmouth
El 9 de agosto de 2021, Morrell se unió al Portsmouth de la League 1 por una cantidad no revelada en un contrato de 3 años con una cláusula de extensión de 12 meses.

## Selección nacional
Morrell está capacitado para jugar con Gales gracias a su madre galesa Sian.
En octubre de 2017, Morrell debutó con Gales sub-21 en una victoria por 3-1 contra Liechtenstein.
En agosto de 2019, Morrell fue nombrado en la selección de Gales de cara a su partido de clasificación para la Eurocopa 2020 contra Azerbaiyán. Debutó con la selección absoluta de Gales contra Bielorrusia el 9 de septiembre de 2019.

## Estadísticas

### Clubes
Actualizado al último partido disputado el 7 de enero de 2023.
| Club                             | Div.          | Temporada     | Liga  | Liga  | Copas nacionales | Copas nacionales | Copas internacionales | Copas internacionales | Total | Total |
| Club                             | Div.          | Temporada     | Part. | Goles | Part.            | Goles            | Part.                 | Goles                 | Part. | Goles |
| -------------------------------- | ------------- | ------------- | ----- | ----- | ---------------- | ---------------- | --------------------- | --------------------- | ----- | ----- |
| Bristol City F. C. Inglaterra    | 3.ª           | 2013-14       | 0     | 0     | 1                | 0                | ―                     | ―                     | 1     | 0     |
| Bristol City F. C. Inglaterra    | 3.ª           | 2014-15       | 0     | 0     | 0                | 0                | ―                     | ―                     | 0     | 0     |
| Bristol City F. C. Inglaterra    | 2.ª           | 2015-16       | 0     | 0     | 0                | 0                | ―                     | ―                     | 0     | 0     |
| Sutton United F. C. Inglaterra   | 5.ª           | 2016-17       | 2     | 0     | 0                | 0                | ―                     | ―                     | 2     | 0     |
| Sutton United F. C. Inglaterra   | Total club    | Total club    | 2     | 0     | 0                | 0                | 0                     | 0                     | 2     | 0     |
| Margate F. C. Inglaterra         | 5.ª           | 2016-17       | 2     | 0     | 0                | 0                | ―                     | ―                     | 2     | 0     |
| Margate F. C. Inglaterra         | Total club    | Total club    | 2     | 0     | 0                | 0                | 0                     | 0                     | 2     | 0     |
| Bristol City F. C. Inglaterra    | 2.ª           | 2017-18       | 0     | 0     | 1                | 0                | ―                     | ―                     | 1     | 0     |
| Cheltenham Town F. C. Inglaterra | 4.ª           | 2017-18       | 38    | 3     | 1                | 0                | ―                     | ―                     | 39    | 3     |
| Cheltenham Town F. C. Inglaterra | Total club    | Total club    | 38    | 3     | 1                | 0                | 0                     | 0                     | 39    | 3     |
| Bristol City F. C. Inglaterra    | 2.ª           | 2018-19       | 1     | 0     | 3                | 0                | ―                     | ―                     | 4     | 0     |
| Bristol City F. C. Inglaterra    | Total club    | Total club    | 1     | 0     | 5                | 0                | 0                     | 0                     | 6     | 0     |
| Lincoln City F. C. Inglaterra    | 3.ª           | 2019-20       | 29    | 2     | 3                | 0                | ―                     | ―                     | 32    | 2     |
| Lincoln City F. C. Inglaterra    | Total club    | Total club    | 29    | 2     | 3                | 0                | 0                     | 0                     | 32    | 2     |
| Luton Town F. C. Inglaterra      | 2.ª           | 2020-21       | 10    | 0     | 1                | 0                | ―                     | ―                     | 11    | 0     |
| Luton Town F. C. Inglaterra      | Total club    | Total club    | 10    | 0     | 1                | 0                | 0                     | 0                     | 11    | 0     |
| Portsmouth F. C. Inglaterra      | 3.ª           | 2021-22       | 36    | 0     | 3                | 0                | ―                     | ―                     | 39    | 0     |
| Portsmouth F. C. Inglaterra      | 3.ª           | 2022-23       | 11    | 0     | 5                | 0                | ―                     | ―                     | 16    | 0     |
| Portsmouth F. C. Inglaterra      | Total club    | Total club    | 47    | 0     | 8                | 0                | 0                     | 0                     | 55    | 0     |
| Total carrera                    | Total carrera | Total carrera | 129   | 5     | 18               | 0                | 0                     | 0                     | 147   | 5     |